# Weimarer Land
Districtul Weimarer Land este un district rural (Landkreis) din landul Turingia, Germania. 